# Tusind øjne
Tusind øjne, i perioder også kaldet 1000 Øjne (ISSN 0105-1717), var et dansk tidsskrift i avisform, der udkom med 141 numre fra november 1976 til december 1993.
Udgivelsen havde undertitlen "filmavisen – en avis om store film i små biografer".